# Mezinárodní batalion svobody
Mezinárodní batalion svobody (turecky Enternasyonalist Özgürlük Taburu, kurdsky Tabûra Azadî ya Înternasyonal, arabsky تابور الحرية العالمي, zkráceně IFB nebo EÖT) je ozbrojená skupina složená ze zahraničních bojovníků bojujících společně s Lidovými obrannými jednotkami (YPG) a Ženskými obrannými jednotkami (YPJ) v syrské občanské válce proti Islámskému státu. Vznik organizace byl inspirován Interbrigádami ve španělské občanské válce.

## Skupiny
Mezinárodní batalion svobody v sobě spojuje několik různých skupin.

### The Queer Insurrection and Liberation Army
The Queer Insurrection and Liberation Army (TQILA) je queer-anarchistická vojenská jednotka zformovaná 24. července 2017 za účelem boje proti Islámskému státu.